# Vóthonas (Attique)
Vóthonas, en grec moderne : Βόθωνας, est un village du dème de Marathon, en Attique, Grèce.
Selon le recensement de 2011, la population du village s'élève à 177 habitants.